# ماكس جاكوب
ماكس جاكوب (بالفرنسية: Max Jacob )‏ (و. 1876 – 1944 م) هو رسام، وشاعر، وكاتب، وناقد أدبي، من فرنسا، ولد في كامبار، توفي عن عمر يناهز 68 عاماً.

## معرض صور

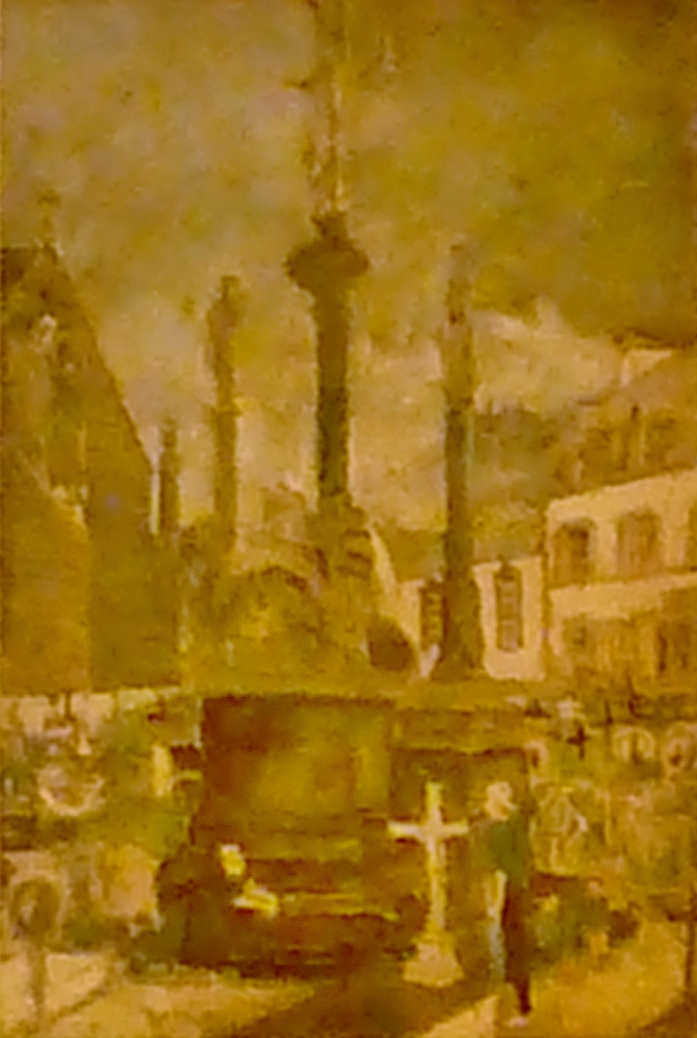
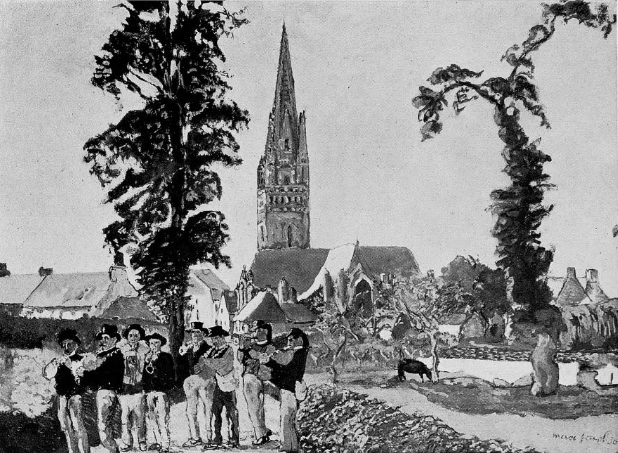
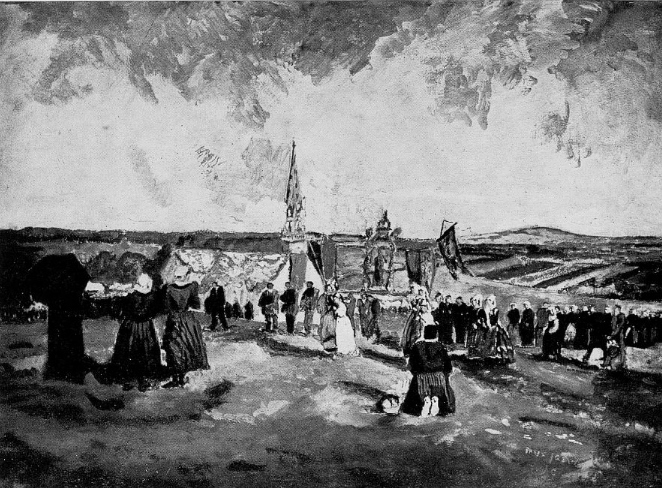
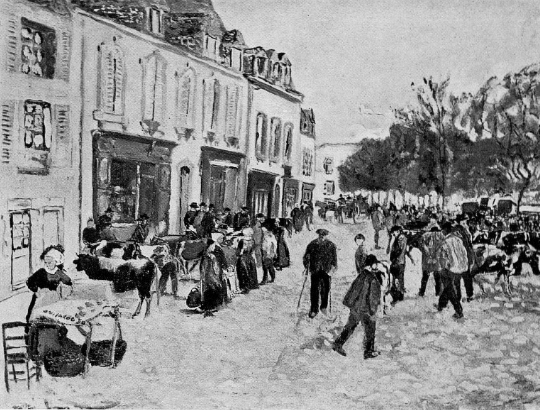

## التعليم
تعلم في École coloniale ‏، وكلية الحقوق في باريس.

## جوائز
حصل على جوائز منها:
- جائزة المنافسة العامة [الإنجليزية]‏ (1894)
- وسام جوقة الشرف من رتبة فارس.

## روابط خارجية
- ماكس جاكوب على موقع الموسوعة البريطانية (الإنجليزية)
- ماكس جاكوب على موقع ميوزك برينز (الإنجليزية)
- ماكس جاكوب على موقع إن إن دي بي (الإنجليزية)
- ماكس جاكوب على موقع ديسكوغز (الإنجليزية)